# Arthur, l'Aventure 4D
Pour les articles homonymes, voir Arthur et les Minimoys et Arthur.
Ne doit pas être confondu avec Arthur (Europa-Park).
Arthur, l'Aventure 4D est une attraction du Futuroscope de type cinéma 4-D, dynamique en OMNIMAX, ouverte le 19 décembre 2009. Basée sur l'univers de la trilogie Arthur et les Minimoys de Luc Besson, cette attraction permet d'être au volant d'une cocci-volante.

## Présentation
Arthur, l'Aventure 4D a été construite en lieu et place de l'ancienne attraction, le Défi d'Atlantis dans le pavillon Imax 3D dynamique.

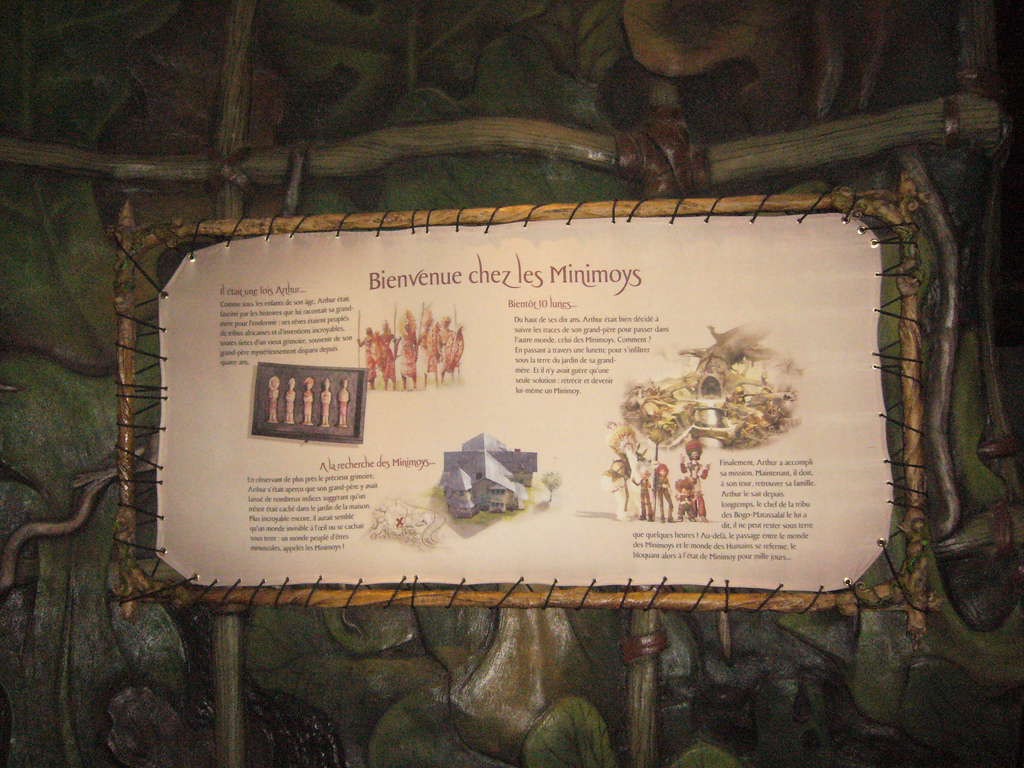
Intérieur de l'attraction Arthur, l'Aventure 4D (rez-de-chaussée).

Financée par le Conseil général de la Vienne pour 6 millions d'euros dont 4,2 millions d'euros pour la réalisation du film en 3D, elle a été imaginée par Luc Besson. La construction a été partagée entre diverses entreprises européennes : Buf Compagnie (pour le film d'animation), Kraftwerk (pour les sièges à effets 4-D) et Jora Vision (pour les décors). Les simulateurs construits par Thomson Entertainment sont les mêmes que ceux du Défi d'Atlantis, mais ont été mis à niveau par la société Simworx.
Le film est projeté sur un écran géant hémisphérique, procédé appelé OMNIMAX (ou IMAX Dome). L'immersion est totale avec la projection du film d'animation en 3-D et agrémenté de certains effets spéciaux (4-D) tels que des jets d'air intégrés, de "tape-visiteurs" pour simuler le dard d'insectes et l'effet "toile d'araignée" en fils de silicone.
L'attraction se compose de 4 cocci-volantes de 25 sièges accessibles via 2 étages. Le rez-de-chaussée permet aux visiteurs d'entrer dans l'univers d'Arthur grâce aux décors imaginés par la société néerlandaise Joravision.

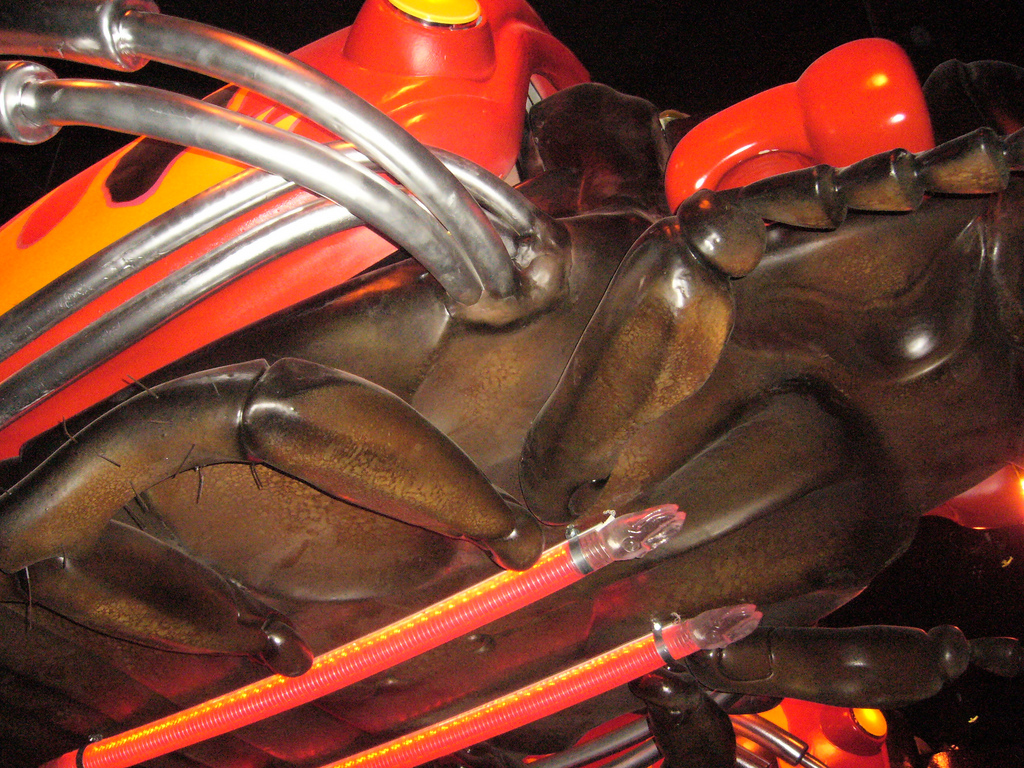
Cocci-volante dans le garage de Max (niveau 1).

Un ascenseur permet d'accéder aux 2 étages du pavillon représentant chacun le "garage de Max".

## Récompense
En novembre 2011, l'attraction est sacrée meilleure attraction de l'année par l'association internationale Themed Entertainment Association.